# Saint George Hare
St. George Hare (Limerick, 15 juli 1857 - Londen, 1933) was een Iers kunstschilder. Hij woonde en werkte de meeste tijd van zijn leven in Londen.

## Biografie

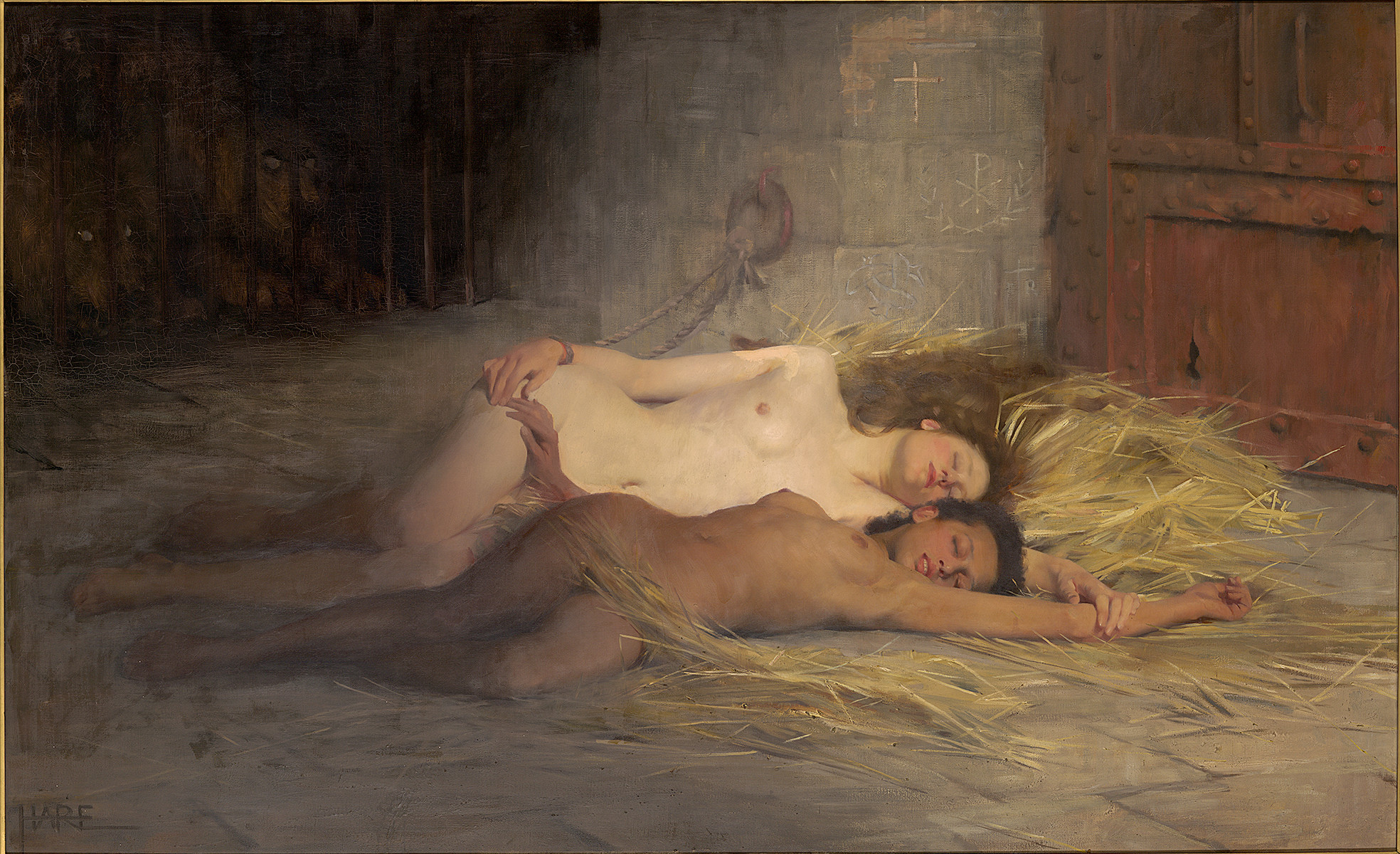
The Victory of Faith (1890)

Hare volgde tekenen en schilderen aan de kunstschool in zijn geboorteplaats en kreeg les van Nicholas A. Brophy. Hierna studeerde hij verder in Londen (South Kensington). Hij richtte zich op aquarellen en olieverfschilderijen. 
Zijn schilderij Death of William the Conqueror leverde hem een gouden medaille op en werd in 1886 tentoongesteld in de Royal Academy. Hier bleef hij zijn werk geregeld exposeren.
In 1890 bracht hij het schilderij The Victory of Faith voort, dat een Kaukasische en Ethiopische vrouw uitbeeldt die in een bed van stro naast elkaar liggen te slapen.
Hij werd opgenomen als lid van het Royal Institute of Painters in Water Colours en het Royal Institute of Oil Painters. Hij exposeerde zeer regelmatig bij zowel bij deze twee instituten als op andere locaties. In 1891 richtte hij de Chelsea Arts Club op.
Zijn werk is tegenwoordig te vinden in de collecties van de Limerick City Gallery of Art, de National Gallery of Ireland, het Victoria and Albert Museum, de Royal Hibernian Academy en de National Gallery of Victoria in Melbourne.

## Galerij

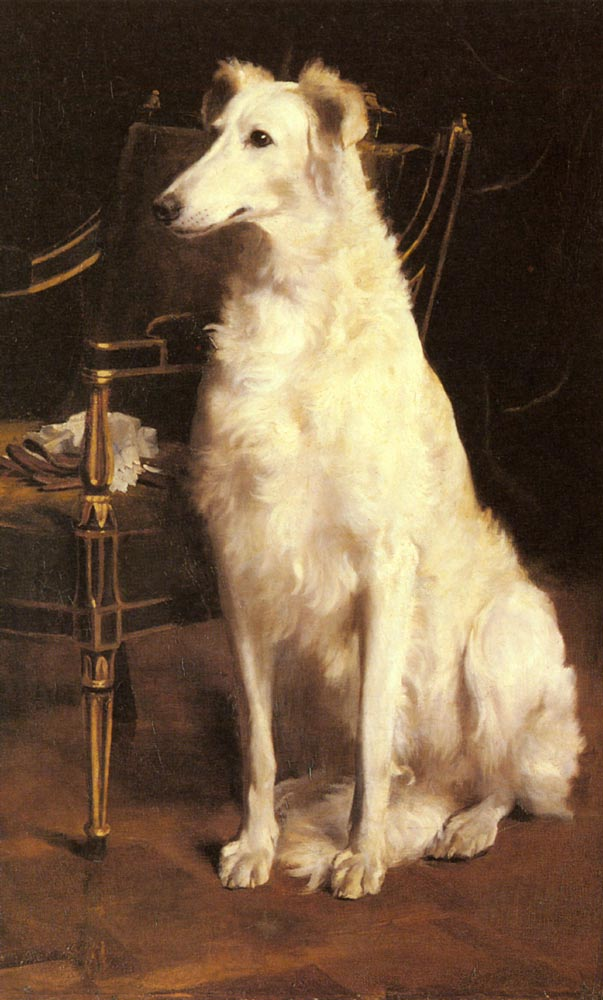
Borzo by a Chair
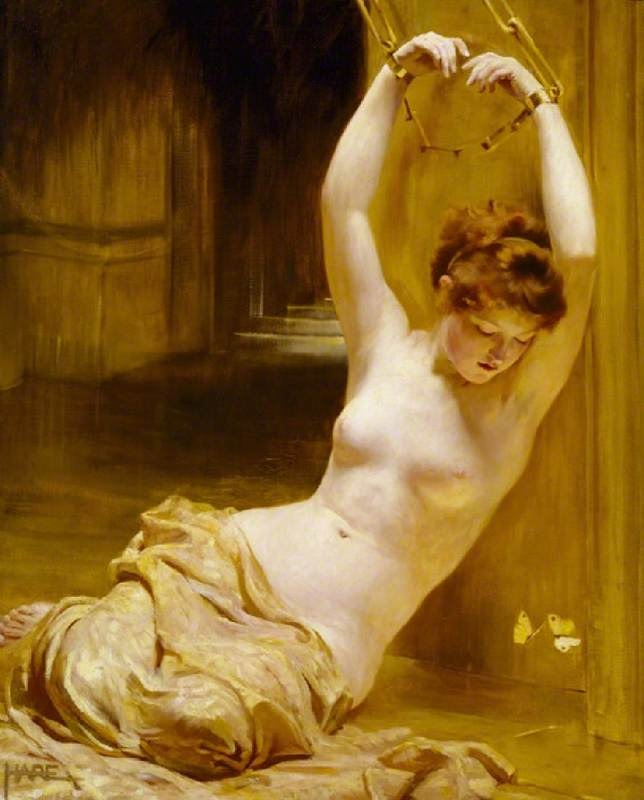
Gilded Cage
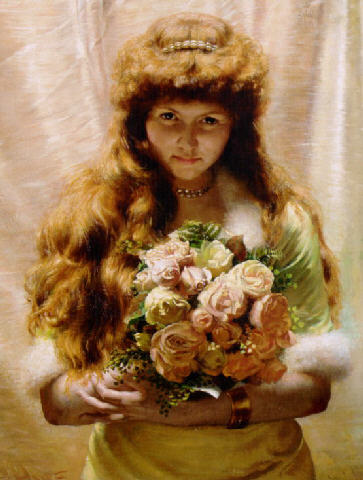
An English Rose